# 続・テレビまんが懐かしのB面コレクション
続・テレビまんが懐かしのB面コレクション（ぞく・テレビまんがなつかしのびーめんコレクション）は、日本コロムビアから1988年9月1日にリリースされたアニメソングのコンピレーション・アルバムである。『テレビまんが懐かしのB面コレクションシリーズ』第2弾にあたる。なお、2006年2月22日にはデジタル・リマスター仕様で再発売された。

## 解説
- 本CDすでにリリースされている「続・テレビまんが主題歌のあゆみ」収録曲のシングル盤リリースにおけるB面曲（エンディングテーマ・サブテーマ）をCD2枚組で全50曲収録している。
- DISC1は1971年から1973年1月までに放送開始されたアニメのエンディング主題歌を、DISC2には1973年1月から1975年7月までに放送開始されたアニメの歌が収録されている。
- 1975年4月に放送開始した『まんが名作劇場 サザエさん』のエンディングテーマ「あかるいサザエさん」は未収録。また以後のシリーズでも、同作エンディングテーマ「天気予報」と「サザエさん出発進行」は未収録。

## 収録曲

### DISC 1
1. カバトット
  - 作詞：丘灯至夫、作曲：和田香苗、歌：面高陽子、ザ・モンジュ
  - フジテレビ系「カバトット」イメージソング[1]
2. キャンティのうた 
  - 作詞：井上ひさし、山元護久、作曲・編曲：宇野誠一郎、歌：増山江威子、ヤング・フレッシュ
  - フジテレビ系「アンデルセン物語」エンディングテーマ[2]
3. 男ぶし 
作詞：丘灯至夫、作曲：古関裕而、編曲：高原哲、歌：コロムビア男声合唱団
日本テレビ系「アニメンタリー 決断」エンディングテーマ
4. 心のうた 
作詞：三条たかし、作曲：いずみたく、歌：堀江美都子
フジテレビ系「さすらいの太陽」2代目エンディングテーマ[3]
5. オバQえかきうた
作詞：東京ムービー企画部、作曲：山本直純、歌：ザ・グリンピース
日本テレビ系「新オバケのQ太郎」エンディングテーマ
6. バカボンのパパ 
作詞：赤塚不二夫、編曲：竹田由彦、作曲・歌：敏トシ
よみうりテレビ系「天才バカボン」イメージソング[4]
7. 幸せをはこぶメルモ 
作詞：岩谷時子、作曲：宇野誠一郎、歌：桜井妙子
ABC系「ふしぎなメルモ」エンディングテーマ
8. エッちゃんが好きや
作詞：山元護久、作曲：宇野誠一郎、歌：熊倉一雄
NET系「さるとびエッちゃん」エンディングテーマ
9. 逆転の応援歌 
作詞：いしいたもつ、作曲：淡の圭一、歌：嶋崎由理、ボーカル・ショップ
フジテレビ系「国松さまのお通りだい」エンディングテーマ
10. みんなみんな
作詞：花登筐、作曲：服部公一、歌：坂本新兵
NET系「アパッチ野球軍」エンディングテーマ
11. ルパン三世 その2
作詞：東京ムービー企画部、作曲：山下毅雄、歌：チャーリー・コーセー
よみうりテレビ系「ルパン三世」エンディングテーマ[5]
12. ランのうた
作詞：石森章太郎、作曲：大塩潤、編曲：高原哲、歌：堀江美都子
TBS系「原始少年リュウ」エンディングテーマ
13. ボクは悲しい木の人形 
作詞：丘灯至夫、作曲：越部信義、編曲：松岡直也、歌：小野木久美子、ムーン・ドロップス
フジテレビ系「樫の木モック」エンディングテーマ
14. ピピのうた 
作詞：丘灯至夫、作曲：松山祐士、歌：広川あけみ
ABC系「海のトリトン」イメージソング[6]
15. 魔法のワルツ 
作詞：小園江圭子、作曲：筒井広志、歌：小野木久美子
NET系「魔法使いチャッピー」イメージソング[7]
16. 赤胴音頭 
作詞：東京ムービー企画部、作曲：渡辺岳夫、編曲：松山祐士、歌：加世田直人、ハニー・ナイツ
フジテレビ系「赤胴鈴之助」初代エンディングテーマ
17. 今日もどこかでデビルマン 
作詞：阿久悠、作曲：都倉俊一、編曲：青木望、歌：十田敬三
NET系「デビルマン」ローカル局放映版エンディングテーマ
18. 倒せ!ギャラクター 
作詞：タツノコプロ文芸部、作曲：小林亜星、編曲：ボブ佐久間、歌：コロムビアゆりかご会
フジテレビ系「科学忍者隊ガッチャマン」初代エンディングテーマ、2代目オープニングテーマ
19. ぼくはハゼドン
作詞：ほしのたかし、作曲：小林亜星、編曲：筒井広志、歌：水森亜土
フジテレビ系「ハゼドン」初代エンディングテーマ、2代目オープニングテーマ
20. タマゴンだよん 
作詞：タツノコプロ文芸部、作、編曲：はやしこば、歌：ムーン・ドロップス
フジテレビ系「かいけつタマゴン」イメージソング[8]
21. 進め!アストロガンガー 
作詞：雨宮雄児、作・編曲：小森昭宏、歌：コロムビアゆりかご会
日本テレビ系「アストロガンガー」エンディングテーマ
22. ど根性でヤンス
作詞：東京ムービー企画部、作、編曲：広瀬健次郎、歌：石川進
ABC系「ど根性ガエル」初代エンディングテーマ
23. ぼくらのマジンガーZ 
作詞：小池一雄、作、編曲：渡辺宙明、歌：水木一郎、コロムビアゆりかご会
フジテレビ系「マジンガーZ」エンディングテーマ[9]
24. 正義の超能力少年 
作詞・作曲・編曲：菊池俊輔、歌：水木一郎
NET系「バビル2世」エンディングテーマ
25. まけるなデメタン 
作詞：丘灯至夫、作、編曲：越部信義、歌：堀江美都子
フジテレビ系「けろっこデメタン」エンディングテーマ

### DISC 2
1. ロッキーとポリー 
作詞：山元護久、作、編曲：宇野誠一郎、歌：ミッチーとチャタラーズ[10]
フジテレビ系「山ねずみロッキーチャック」エンディングテーマ
2. ウラウラ・タムタムベッカンコ?
作詞：藤子不二雄、作、編曲：三沢郷、歌：大杉久美子、肝付兼太
MBS系「ジャングル黒べえ」エンディングテーマ
3. ドラえもんルンバ
作詞：横山陽一、作、編曲：越部信義、歌：内藤はるみ
日本テレビ系「ドラえもん」エンディングテーマ
4. ピンコラ音頭 
作詞：藤川桂介、作、編曲：宮川泰、歌：シンガーズ・スリー、ロイヤル・ナイツ
関西テレビ系「ワンサくん」エンディングテーマ[11]
5. ヤンマだ、アゲハだ、マメゾウだ 
作詞：阿久悠、作、編曲：三沢郷、歌：ヤング・スターズ
NET系「ミクロイドS」ローカル局放映版エンディングテーマ、キー局放映版後期オープニングテーマ[12]
6. センチなリミットちゃん 
作詞：岩谷時子、作、編曲：菊池俊輔、歌：大杉久美子
NET系「ミラクル少女リミットちゃん」エンディングテーマ
7. おれは新造人間 
作詞：タツノコプロ文芸部、作、編曲：菊池俊輔、歌：ささきいさお
フジテレビ系「新造人間キャシャーン」エンディングテーマ
8. 妖怪にご用心 
作詞・歌：中山千夏、作曲：小林亜星、編曲：小杉仁三
フジテレビ系「ドロロンえん魔くん」エンディングテーマ
9. 夜霧のハニー 
作詞：伊藤アキラ、作曲：渡辺岳夫、編曲：小谷充、歌：前川陽子
NET系「キューティハニー」ローカル局放映版エンディングテーマ
10. まっててごらん 
作詞：岸田衿子、作曲：渡辺岳夫、編曲：松山祐士、歌：大杉久美子、ヨーデル：ネリー・シュワルツ
フジテレビ系「アルプスの少女ハイジ」エンディングテーマ
11. ひとりぼっちのメグ 
作詞：伊丹亮一郎、作曲：渡辺岳夫、編曲：松山祐士、歌：前川陽子
NET系「魔女っ子メグちゃん」エンディングテーマ
12. 合体!ゲッターロボ 
作詞：和泉高志、作、編曲：菊池俊輔、歌：ささきいさお、コロムビアゆりかご会
フジテレビ系「ゲッターロボ」エンディングテーマ
13. 美しの丘 
作詞：やなせたかし、作、編曲：横山菁児、歌：嶋崎由理、シンガーズ・スリー
MBS系「新みなしごハッチ」エンディングテーマ
14. 勇者はマジンガー 
作詞：小池一雄、作、編曲：渡辺宙明、歌：水木一郎、コロムビアゆりかご会
フジテレビ系「グレートマジンガー」エンディングテーマ
15. ポッコちゃんが好き 
作詞：保富康午、作、編曲：越部信義、歌：堀江美都子
MBS系「ジムボタン」エンディングテーマ
16. 転身ポリマー 
作詞：酒井あきよし、作、編曲：菊池俊輔、歌、ささきいさお、コロムビアゆりかご会
NET系「破裏拳ポリマー」エンディングテーマ
17. 真赤なスカーフ 
作詞：阿久悠、作、編曲：宮川泰、歌：ささきいさお、ロイヤル・ナイツ
よみうりテレビ系「宇宙戦艦ヤマト」エンディングテーマ
18. ななほしてんとうほしななつ 
作詞：若林一郎、作、編曲：菊池俊輔、歌：堀江美都子、ヤング・フレッシュ
フジテレビ系「てんとう虫の歌」イメージソング[13]
19. 帰ろうよランラララン 
作詞：なかたにくにお、作、編曲：菊池俊輔、歌：堀江美都子、こおろぎ'73
フジテレビ系「ウリクペン救助隊」イメージソング[14]
20. パトラッシュぼくの友達 
作詞：岸田衿子、作曲：渡辺岳夫、編曲：松山祐士、歌：大杉久美子、アントワープ・チルドレン・コーラス
フジテレビ系「フランダースの犬」イメージソング[15]
21. おれは洸だ 
作詞：山川啓介、作、編曲：小森昭宏、歌：子門真人、コロムビアゆりかご会
NET系「勇者ライディーン」エンディングテーマ
22. 私はシモーヌ 
作詞：保富康午、作、編曲：菊池俊輔、歌：アレーヌ[16]、コロムビアゆりかご会
フジテレビ系「ラ・セーヌの星」エンディングテーマ
23. 冒険者たちのバラード 
作詞：東京ムービー企画部、作曲：山下毅雄、歌：すぎうらよしひろ
日本テレビ系「ガンバの冒険」エンディングテーマ[17]
24. いつか春が… 
作詞：伊丹亮一郎、作曲：渡辺岳夫、編曲：小谷充、歌：ニュー・スタジオ・シンガース
NET系「少年徳川家康」エンディングテーマ
25. スペースナイツの歌 
作詞：タツノコプロ文芸部、作曲：小林亜星、編曲：ボブ佐久間、歌：水木一郎、コロムビアゆりかご会
NET系「宇宙の騎士テッカマン」エンディングテーマ